# NGC 1306
NGC 1306 est une galaxie spirale située dans la constellation du Fourneau. NGC 1306 a été découverte par l'astronome américain Ormond Stone en 1864.

## Caractéristiques
Sa vitesse par rapport au fond diffus cosmologique est de  1 315 ± 11 km/s, ce qui correspond à une distance de Hubble de 19,4 ± 1,4 Mpc (∼63,3 millions d'al).
À ce jour, trois mesures non basées sur le décalage vers le rouge (redshift) donnent une distance de 33,133 ± 5,171 Mpc (∼108 millions d'al), ce qui est à l'extérieur des valeurs de la distance de Hubble. Notons que c'est avec la valeur moyenne des mesures indépendantes, lorsqu'elles existent, que la base de données NASA/IPAC calcule le diamètre d'une galaxie et qu'en conséquence le diamètre de NGC 1306 pourrait être d'environ 10,5 kpc (∼34 200 al) si on utilisait la distance de Hubble pour le calculer.
La classe de luminosité de NGC 1306 est II et elle présente une large raie HI. Elle renferme également des régions d'hydrogène ionisé.